# Massembre
Massembre (tot 2002: Domaine de Massembre) is een vakantiecentrum in Heer, een deelgemeente van de Belgische gemeente Hastière nabij de Franse grens. Het is een domein waar voornamelijk jongeren naartoe trekken voor jeugdvakanties of bosklassen. Het domein is eigendom van de Christelijke Mutualiteit.
Massembre is genoemd naar het riviertje dat door het domein stroomt en omvat 140 ha waarvan 120 ha loofbos. Het domein ligt 2,5 km ten zuidoosten van de dorpskom van Heer, op 20 km van Dinant en Beauraing en op 4 km van het Franse stadje Givet.

## Geschiedenis
In 1949 kocht de Christelijke Mutualiteit het beboste domein van 100 ha. In 1951 waren de eerste vier paviljoenen klaar en vond er een eerste vakantie van 880 jongeren van Preventieve Luchtkuren plaats, de jeugddienst van de Christelijke Mutualiteit (het latere Kazou). In 1952 hielpen jongeren van de Scouting om wegen aan te leggen om het domein toegankelijker te maken.